# Смагулов, Нурлан Эркебуланович
Нурлан Эркебуланович Смагулов (каз. Нұрлан Еркебұланұлы Смағұлов) — казахстанский предприниматель, меценат. Основатель холдинга «Astana Group», в которую входят КМК «Астана Моторс», сеть ТРЦ Mega и Mycar.kz.
В 2024 году журнал Forbes поместил Нурлана Смагулова на 5 место в рейтинге самых влиятельных бизнесменов Казахстана, активы которого, по оценке журнала, составляли 980 млн долларов США.

## Биография
Родился в городе Алматы 2 июня 1965 года.
В 1990 году окончил Казахский государственный университет по специальности «Биология и химия». В 1984—1986 годах служил в армии.
В 1992 основал компанию КМК «Астана Моторс», которая изначально специализировалась на продаже импортных автомобилей.
В 1996—2002 годах работал в ЗАО «Продкорпорация». В 1996—2000 годах занимал должность Советника Премьер-Министра Республики Казахстан.
В 2003—2007 годах являлся членом совета директоров АО «АТФБанк».
С 2003 года занялся торговым бизнесом организовав Mega Management, компанию занимающиеся развитием крупнейшей сети торгово-развлекательных центров MEGA.
В январе 2006 года Смагулов образовал холдинг «Astana Group», в которую вошли различные активы предпринимателя (КМК «Астана Моторс» и другие).
В 2006 году компания Нурлана Смагулова «Astana Group» приобрела на открытом аукционе историческую гостиницу «Алматы», являющейся архитектурным памятником. Гостиницу отреставрировали, возвратив ей первоначальный облик (в 2022 году объект был продан новому владельцу).
В 2011 году компания Смагулова «Астана Моторс» запустила Hyundai Trans Almaty — завод по сборке грузовой и пассажирской автотехники марки Hyundai. Тем самым «Астана Моторс» начала преобразовываться из дилерской компании в автомобилестроительную.
В 2019—2023 годах возглавлял Казахстанскую федерацию велосипедного спорта.
В 2020 году «Астана Моторс» построила и ввела в работу автомобильный завод «Hyundai Trans Kazakhstan» по производству легковых автомобилей Hyundai.
В 2020 году основал благотворительный «Фонд Нурлана Смагулова».
В 2020 году основал экосистему Mycar.kz. 19 сентября 2024 года Mycar.kz запустил первый в Казахстане маркетплейс новых автомобилей.
В 2021 году начал строительство музея современного искусства «Almaty Museum of Arts». Открытие музея запланировано на 2025 год.
В 2022 году Нурлан Смагулов, выступая на Kazakhstan Growth Forum-2022, заявил о намерении создать новый банк в Казахстане. «Мы подаем заявку на регистрацию банка, наша компания будет называться Mybank. Это будет виртуальный необанк без расчетно-кассовых узлов, депозитариев, инкассаций, он не будет классическим банком, и будет заниматься кредитованием автолюбителей на покупку авто, аксессуаров, запасных частей», — рассказал бизнесмен. Однако в 2023 году создание банка было приостановлено, чтобы больше уделять внимание локализации автопроизводства.
В 2023 году «Астана Моторс» начала строительство мультибрендового завода «Astana Motors Manufacturing Kazakhstan» (MMKZ), с планами открытия на 2025 год. В 2024 году компания Смагулова, в рамках строящегося технопарка «Astana Motors Engineering», запустила завод «Kazakhstan Mobility Engineering» по производству мультимедийных систем для автомобилей.

## Благотворительность
Принадлежащая Смагулову компания «Астана Моторс» является спонсором различных спортивных и культурных программ.
С 2017 года Смагулов является один из меценатов фонда «Ана yйi» (фонд помощи сиротам). В 2020 году основал благотворительный «Фонд Нурлана Смагулова» для поддержки социально значимых инициатив в области культуры, искусства и спорта.

## Награды и премии
- Орден «Курмет» за заслуги перед республикой Казахстан (2007)[18].
- 18 октября 2006 года награждён Почётным дипломом Президента Республики Казахстан за благотворительную и спонсорскую деятельность в культурной и гуманитарной сферах в 2005—2006 годах[19].
- Почётная Грамота Президента Республики Казахстан (2007).
- В 2008 году награждён медалью «10 лет Астаны».
- «Предприниматель года» (англ. Entrepreneur of the year award) по версии международной аудиторской компании Ernst & Young (2009).
- «Предприниматель года» по версии журнала «Эксперт Казахстан» (2010).
- В мае 2012 по результатам народного голосования стал победителем в номинации «Бизнес» в конкурсе «Имя Родины», посвященного 20-летию независимости РК.
- Орден «Барыс» II степени — за особые заслуги в государственной, производственной, и общественной деятельности (2018)[4].
- В сентябре 2022 года Нурлан Смагулов получил награду за устойчивое развитие сети MEGA на ежегодном бизнес-саммите Kazakhstan Growth Forum.
- Звание почётного гражданина — за заслуги перед городом, вручил аким Алматы Ерболат Досаев(2024)[20].